# Douglas DC-5
O Douglas DC-5 é um avião bimotor a pistão, desenvolvido e fabricado pela empresa americana Douglas Aircraft Company. A aeronave, que dependendo da variante possuía entre 16 a 22 assentos, tinha como objetivo servir viagens mais curtas que o Douglas DC-3 e o Douglas DC-4, porém a sua introdução no mercado civil foi limitada devido a Segunda Guerra Mundial, com poucas unidades (tanto para serviço civil quanto militar) sendo criadas pela empresa, que transformava a sua produção para militar.

## Variantes

#### Protótipo DC-5
- Vendido como aeronave pessoal de William E. Boeing.[2][3][4]

#### DC-5
- Versão básica: 5 unidades foram produzidas.[5]

#### C-110
- Designação militar de três unidades compradas pelas Forças Aéreas do Exército dos Estados Unidos para serviço da Austrália através do Allied Directorate of Air Transport.

#### R3D-1
- Versão militar para a Marinha dos Estados Unidos, com 16 assentos, 3 foram produzidos.[6]

#### R3D-2
- Versão militar para o Corpo de Fuzileiros dos Estados Unidos, com 22 assentos, 4 foram produzidos.

#### R3D-3
- Protótipo registrado como NC21701, vendido em 1942 para a Marinha.[7]

## Operadores

### Militares
Austrália
- Real Força Aérea Australiana[2][8]

 Estados Unidos
- Força Aérea do Exército dos Estados Unidos[5]
- Marinha dos Estados Unidos[3][5]
- Corpo de Fuzileiros dos Estados Unidos[3]

 Israel
- Força Aérea Israelense[2][8]

 Japão
- Serviço Aéreo do Exército Imperial Japonês operou um DC-5 capturado.[5]

### Civis
Austrália
- Australian National Airways[2][6][9]
- New Holland Airways

 Estados Unidos
- William E. Boeing operou uma unidade entre 1940 e 1942, conhecida como Rover.[2][3][6]

 Países Baixos (operado por empresas aéreas da Índias Orientais Neerlandesas)
- KLM West Indies[3]
- Royal Dutch Indies Airways[8]

## Links Externos
- Douglas DC-5 Images - Boeing Images (em inglês)
- Douglas DC-5 production list - RZjets (em inglês)